# 花蓮縣立花崗國民中學
23°58′39″N 121°36′45″E / 23.97750°N 121.61250°E
花蓮縣立花崗國民中學，簡稱花崗國中，位於花蓮縣花蓮市公園路四十號。於2017年新建籃、排球場數座。設有音樂藝才班（國樂班以及音樂班）、中學補校（輔導報考學力鑑定）。

## 簡史
- 台灣日治時期，最初成立「花蓮郡花蓮港尋常高等小學校」，明治四十三年（1910年）花蓮港廳花蓮港高等尋常小學校校長是吉田芳太郎，後改制為「花蓮港市朝日國民學校」。[1]
- 1945年，設立「花蓮市花岡山成功中學」，任命花蓮市聞人梁阿標為校長。[2]
- 1947年10月27日，花蓮縣政府撥借用地給台灣省政府教育廳，創辦「台灣省立花蓮師範學校」（現國立東華大學美崙校區）。
- 1948年2月28日，因二二八事件，學校停辦。
- 1960年，台灣省立花蓮師範學校遷校至七星潭旁美崙校地現址後；行政院國軍退除役官兵輔導委員會利用該校用地辦理師資訓練班。
- 1967年，變更現址為實施九年國教之用地。
- 1968年8月1日，正式成立「花蓮縣立花崗國民中學」迄今。
- 2007年，花崗國中改建校舍，意外出土新石器文物。
- 2009年，改建校舍工程開始動工。
- 2014年，舊校舍拆除。
- 2015年，新校舍落成。

## 歷任校長

### 日治時期（花蓮港尋常高等小學校、朝日國民學校）
| 任別 | 姓名       | 任期     |
| ---- | ---------- | -------- |
| 1    | 吉田芳太郎 | 1910年-? |

### 中華民國時期（花岡山成功中學）
| 任別 | 姓名   | 任期                  |
| ---- | ------ | --------------------- |
| 1    | 梁阿標 | 1945年－1948年2月28日 |

### 中華民國時期（花崗國民中學）
| 任別   | 姓名   | 任期                         | 備註             |
| ------ | ------ | ---------------------------- | ---------------- |
| 籌備處 | 楊守全 | 1967年8月1日－1968年7月31日  |                  |
| 1      | 莊金法 | 1968年8月1日－1979年8月1日   | 首任花崗國中校長 |
| 2      | 李慕懷 | 1980年3月1日－1984年8月1日   |                  |
| 3      | 張瑞機 | 1984年9月1日－1986年2月1日   |                  |
| 4      | 劉國光 | 1986年3月1日－1993年3月6日   |                  |
| 5      | 潘松根 | 1993年3月6日－1999年2月1日   |                  |
| 6      | 方冬平 | 1999年2月20日－2003年1月30日 |                  |
| 7      | 張居聰 | 2003年2月1日－2007年1月31日  |                  |
| 代理   | 林東興 | 2007年2月1日－2007年7月31日  | 首任代理校長     |
| 8      | 徐添枝 | 2007年8月1日－2009年7月31日  |                  |
| 9      | 溫智雄 | 2009年8月1日－2012年7月31日  |                  |
| 10     | 林東興 | 2012年8月1日－2016年7月31日  | 首位再任的校長   |
| 11     | 李恩銘 | 2016年8月1日－2024年7月31日  |                  |
| 12     | 鄭健民 | 2024年8月1日－               | 現任校長         |

## 校服
校服以浅蓝色为主，袖子部分為深藍色，衣領為深藍、紅、白相間，胸前左上角為花崗校徽，學號為綠、黃、紅三個顏色輪替。

## 爭議事件

### 砍樹爭議
2015年，該校林姓教師在網路上爆料，稱學校準備砍掉舊校舍周圍的100多棵老樹以興建新球場。
校方出面澄清，稱原本只打算砍掉評估移植後存活率不高的9棵老樹。
在老樹遷移問題上，校方還與樹黨爭執了許久，最後合法動工。

### 消失的營養午餐青菜
2015年9月9日，該校一名國三教師發現營養午餐的菜非常少，將當天飯菜的照片PO上網路。副縣長注意到此事，次日帶領縣府秘書長及政風人員到校進行突擊檢查。校長稱菜少的原因是兩位搭伙的女老師先取走了一部分的菜，次日學校發表聲明認爲爆料的老師發言不當，質疑照片造假，要召開考績會懲處老師。
還原照片當天，上午為九年級複習考，下課時間為11時35分，學生如果提早交卷，可自行取菜用餐；全校共196個餐桶，只有1個餐桶有爭議；事發樓層未安裝監視器，根據其他樓層的監視器的畫面，可以確定餐桶於拍照前12分鐘送達該班級，因此認定該導師言行有損校譽，記一小過。校方“可提早交卷”的說法在校內的臨時導師會議上遭到質疑。
全國教師總工會不認同校方做法，要求撤銷小過處分。
花蓮縣政府發新聞稿稱媒體報導不實，將保留法律追訴權
。一名進行了相關報道的蘋果日報記者，在政府聲明面前沒有得到花蓮縣記者協會的支持，因此宣布退出該協會，協會理事長也為此請辭。
營養午餐廠商的律師就事件發出存證信函。學生出面作證，證明老師所拍的絕非剩菜。花蓮縣教師職業工會採信老師及學生的說法，決定給予法律上的協助。

## 外部連結
- 花蓮縣立花崗國民中學全球資訊網 （页面存档备份，存于）